# Westland Whirlwind (Hubschrauber)

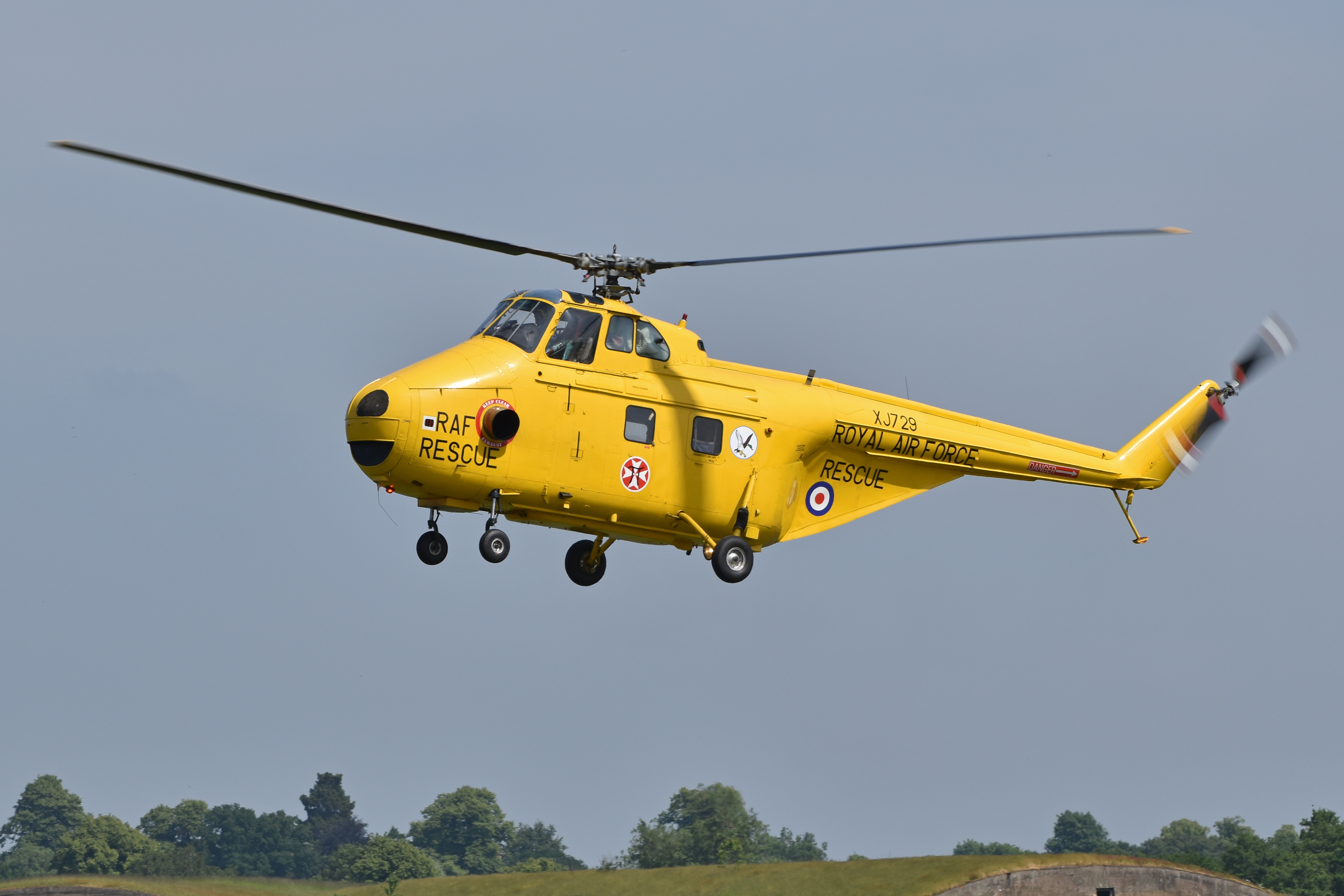
Ein Westland Whirlwind aus dem Jahr 1956 bei einem Demonstrationsflug am 10. Juni 2018 bei der Cosford Airshow

Der Westland Whirlwind war ein britischer, in den USA entwickelter militärischer Transporthubschrauber. Mit einer Besatzung von zwei Mann konnten zehn Passagiere bzw. im Ambulanzeinsatz sechs Verwundete auf Tragen oder auch 1300 kg Fracht befördert werden. Der Rumpf war in Ganzmetall-Halbschalenbauweise gefertigt. Die Beplankung bestand aus Aluminium- und Magnesiumlegierungen.

## Geschichte
Die Geschichte des Whirlwind begann mit Westlands Erwerb der Lizenz zum Bau des Sikorsky S-55. Da die britische Marine bereits einige von Sikorsky gebaute S-55 in Dienst gestellt hatte und man bei Westland schon andere Sikorsky-Modelle produzierte, lag es nahe, auch diesen Typ in Großbritannien herzustellen. Die erste Whirlwind Series 2/H.A.R.2 hob am 12. November 1952 in Yeovil ab, ausgestattet mit einem Pratt & Whitney-Sternmotor R-1340-40 mit 441,3 kW (600 PS). Die erste Einsatzstaffel der RAF war ab 1955 die 22. Squadron in RAF Thorney Island.
Danach liefen zwei Modifikationen für die britischen Streitkräfte vom Band: Der Whirlwind H.A.R.3 (Wright-R-1300-Sternmotor) und der Whirlwind H.A.R.4 (Pratt & Whitney-R-1340-57-Sternmotor), letztere modifiziert für den Tropeneinsatz und unter anderem in Malaysia verwendet.
Bis zu diesem Zeitpunkt war der Unterschied des Whirlwind zum S-55 kaum spürbar. Die verwendeten Triebwerke waren zwar nicht exakt die gleichen, stammten aber dennoch aus US-Produktion. Schon zu Beginn der Herstellung des Whirlwind wurde der Einsatz von Motoren britischer Herkunft in Betracht gezogen. Daher hatte das britische Unternehmen Alvis mit der Entwicklung eines 14-Zylinder-Doppelsternmotors begonnen, der ab 1955 in Form des Leonides Major 755 zur Verfügung stand. Dieses Triebwerk wurde von 647 kW (880 PS) auf 551,6 kW (750 PS) gedrosselt und von Westland für das britische Heer im Whirlwind H.A.R.5 eingebaut (Erstflug am 28. August 1955).
Die Loslösung des Whirlwind von seinem Basismodell S-55 wurde fortgeführt, indem die Ingenieure von Westland mit Versuchen begannen, eine Wellenturbine statt der bisherigen Sternmotoren zu verwenden. Die ersten Versuchsmodelle waren mit General-Electric-T58-Turbinen versehen, später griff man zur De Havilland Gnome. Durch die andere Bauform der Turbinen war der Rumpfbug neu gestaltet worden, wodurch die technische Weiterentwicklung des Whirlwind gegenüber dem S-55 auch äußerlich sichtbar wurde. Die runde „Nase“ der bisherigen Modelle konnte so flacher gestaltet werden, was der Besatzung eine bessere Sicht nach unten verschaffte.
Der erste Prototyp der turbinengetriebenen Whirlwind Series 3 startete am 28. Februar 1959. Die erreichten Flugleistungen stellten eine deutliche Steigerung gegenüber den Vorgängermodellen dar. So ausgerüstet, gingen erneut einige Whirlwind an die Streitkräfte (Whirlwind H.A.R.10).
Insgesamt wurden über 400 Exemplare gebaut. Etwa ein Viertel der Gesamtproduktion wurde in alle Welt exportiert.

## Versionen

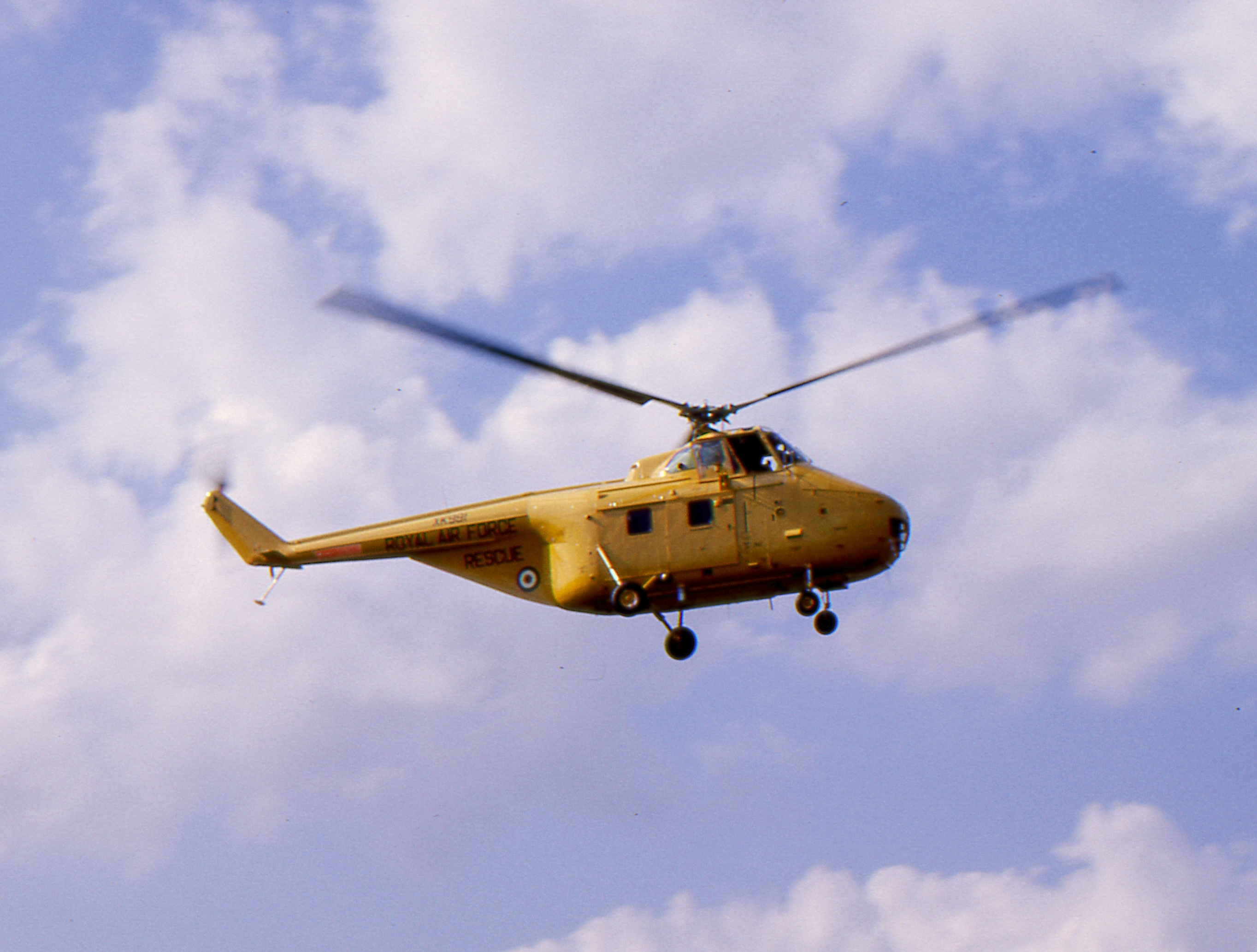
Rettungshubschrauber der Royal Air Force

| Zivile Versionen                      | |
| Whirlwind Series 2 Whirlwind Series 3 | |
| Militärische Versionen                | |
| Royal Air Force                       | H.A.R. Mk.2 (bis auf die Ausrüstung identisch mit H.A.R. Mk.1 der Navy) H.A.R. Mk.4 H.A.R. Mk.10                                |
| British Army                          | H.A.R.5 |
| Royal Navy                            | H.A.R. Mk.1 (bis auf die Ausrüstung identisch mit H.A.R. Mk.2 der Air Force) H.A.R. Mk.3 H.A.S. Mk.7 (U-Boot-Jäger) H.A.R. Mk.9 |

## Technische Daten
| Kenngröße                       | Daten H.A.R.5                                                                | Daten Series 3                                                   |
| ------------------------------- | ---------------------------------------------------------------------------- | ---------------------------------------------------------------- |
| Baujahr                         | 1955                                                                         | 1959                                                             |
| Hersteller                      | Westland Aircraft                                                            | Westland Aircraft                                                |
| Besatzung                       | 2                                                                            | 2                                                                |
| Rotordurchmesser                | 16,15 m                                                                      | 16,15 m                                                          |
| Rumpflänge                      | 12,71 m                                                                      | 13,46 m                                                          |
| Länge über alles                | 18,95 m                                                                      | 18,95 m                                                          |
| Höhe                            | 4,06 m                                                                       | 4,76 m                                                           |
| Rüstmasse                       | 2531 kg                                                                      | 2130 kg                                                          |
| Startmasse                      | 3538 kg                                                                      | 3630 kg                                                          |
| Höchstgeschwindigkeit           | 175 km/h                                                                     | 175 km/h                                                         |
| Schwebeflughöhe mit Bodeneffekt | 1680 m                                                                       | 4820                                                             |
| Dienstgipfelhöhe                |                                                                              | 5000 m                                                           |
| Reichweite                      | 570 km                                                                       | 510 km                                                           |
| Triebwerk                       | 1 Doppelsternmotor Alvis Leonides Major 755 auf 551,6 kW (750 PS) gedrosselt | 1 Wellenturbine De Havilland Gnome H.1000 mit 772,2 kW (1050 PS) |

## Nutzer
- Österreich
  - Luftstreitkräfte des Bundesheeres: 10 WS-55 Serie 2
- Bahamas
- Brasilien
  - Força Aeronaval da Marinha do Brasil: 2, 1 WS-55 Serie 1, 1 Mk.3/HU.Mk.5 Typ
- Brunei
- Kuba
- Dominikanische Republik
- Frankreich
- Ghana
- Iran
- Jordanien
- Jugoslawien
- Katar
  - 2 HAR.3
- Kuwait
- Nigeria
- Saudi-Arabien
- Spanien
  - Ejército del Aire: 4 HAR.2
- Vereinigtes Königreich
  - Royal Air Force: 135
  - In Deutschland flog die auf dem Flughafen Gütersloh stationierte No. 230 Squadron der RAF Germany die HAR.Mk.10 von Januar 1963 bis Januar 1965.
- Royal Navy: 179 (davon 12 für die Royal Marines)
- British European Airways: 5